# Epidendrum viridifuscatum
Epidendrum viridifuscatum är en orkidéart som beskrevs av De Wild. Epidendrum viridifuscatum ingår i släktet Epidendrum och familjen orkidéer. Inga underarter finns listade i Catalogue of Life.